# 伊藤俊一
伊藤 俊一（いとうとしかず、1958年-）は、日本の日本史学者、名城大学教授。

## 人物・来歴
愛知県生まれ。1982年京都大学文学部国史学科卒、90年同大学院文学研究科満期退学、2011年「室町期荘園制の研究」で文学博士。1992年名城大学教職課程専任講師、95年助教授、2002年教授、03年人間学部教授。2006-09年人間学部長。

## 著書
- 『室町期荘園制の研究』塙書房, 2010.10
- 『荘園 墾田永年私財法から応仁の乱まで』中公新書, 2021.9

校注
- 『東寺廿一口供僧方評定引付』第1-4巻 近藤俊彦,富田正弘,本多俊彦共編. 思文閣出版, 2002-19